# Dê Alpine

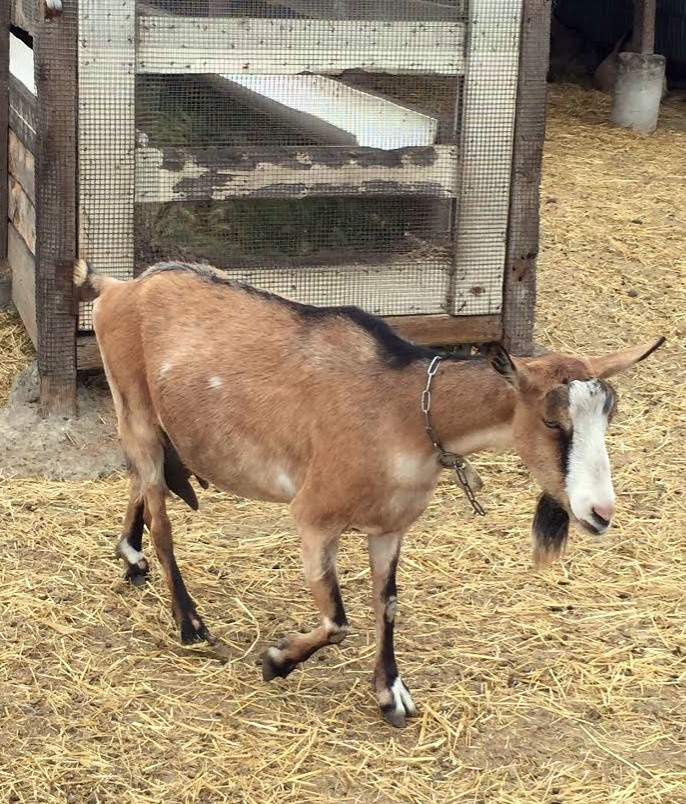
Một con dê Alpine

Dê Alpine (cũng đọc như là dê An-pin) là giống dê của Pháp được nuôi nhiều ở vùng Alpes. Nguồn gốc của nó cũng có thể từ Pháp và Thụy Sĩ ở vùng núi Alpine. 

## Đặc điểm
Dê có lông màu vàng, đôi khi có đốm trắng, có con lông đen khoang trắng dọc thái dương xuống má, ở mông và ở cả chân, tai nhỏ thẳng. Một số cá thể Sắc lông có nhiều màu với vệt lông màu đậm hơn ở sống lưng, mặt và phần thân sau, đôi khi toàn trắng trông giống như dê Saanen. Dê Alpine có ngoại hình đẹp với cổ thanh và dài, đầu lạnh lợi, lông ngắn, có hay không có sừng.
Giống này có tầm vóc lớn có sản lượng sữa bình quân 1.020 kg với 38 kg bơ/chu kỳ 10 tháng. Trọng lượng trưỏng thành con đực là 77 kg, cao vai 86 – 102 cm và dê cái là 57 kg, cao vai 74 – 92 cm. con cái con nặng khoảng 40–42 kg và con đực con khoảng 50–55 kg. Một chu kỳ sữa của nó kéo dài 240-250 ngày và cho ta sản lượng khoảng 900-1.000 lít sữa (đạt từ 800 – 900 kg/năm). Sản lượng sữa cao, 1 ngày cho từ 2-2,5 lít tuỳ theo đặc tính của mỗi con, dễ nuôi và hiệu quả tốt.
Chúng là giống ăn tạp, dễ nuôi, khả năng kháng bệnh cao sinh sản nhanh. Bên cạnh đặc tính dễ dãi trong ăn uống và thuận lợi trong dọn dẹp vệ sinh chuồng trại, thì chúng còn là con vật dễ nhân đàn. Chúng là con vật dễ nuôi, chuồng trại đơn giản nên mô hình này phù hợp với những hộ ít vốn. Chúng ít bị ốm sức đề kháng cao chăn thả tự kiếm cỏ ngoài đồng không cần thức ăn tinh bổ sung nên chăn nuôi không vất vả và tốn kém, tuy vậy chúng cũng khá nhạy cảm, dễ bị bệnh, nên khi nuôi cũng cần phải thường xuyên quét dọn chuồng trại, phát hiện, cách ly và chữa trị kịp thời những con dê bị bệnh để tránh lây nhiễm, gây thiệt hại cho cả đàn.
Chúng ăn thức ăn chủ yếu từ cây cỏ tự nhiên. Thức ăn cho chúng rất đa dạng gồm các loại cây bụi, cỏ trồng, cỏ mọc tự nhiên, các loại lá cây như so đũa, mít, chuối, sầu đâu, keo dậu, dâm bụt, phế phẩm nông nghiệp như rơm, thân cây ngô, ngọn mía, dây đậu, các loại củ quả như khoai lang, bí đỏ, chuối, thức ăn tinh, thức ăn khoáng. Thức ăn thô xanh thường chiếm khoảng 55 – 70% khẩu phần ăn của dê. Bên cạnh đó còn có các loại lá gòn, mít, cỏ, rau lan.

## Chăn nuôi

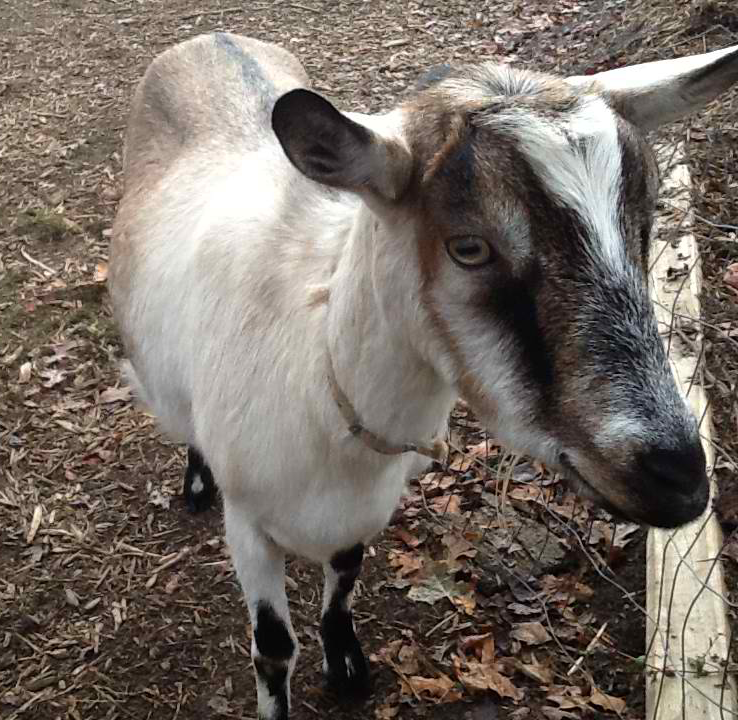

Thức ăn cho chúng phải khô ráo, không hôi mốc, sạch không lẫn đất cát; phải để nước sạch trong chuồng để dê uống khi khát. Có thể nuôi theo 3 kiểu: chăn dắt (quảng canh), cột buộc ở khu vực quanh nhà, đồi gò hoặc nuôi nhốt kết hợp với chăn thả (bán thâm canh) và nuôi nhốt cố định tại chuồng (thâm canh).
Việc áp dụng kỹ thuật vào chăn nuôi rất quan trọng. Người nuôi dê phải biết áp dụng kỹ thuật từ khâu làm chuồng trại cho đến việc theo dõi, quản lý đàn dê. Vì là loại động vật không ưa độ ẩm cao nên chuồng trại cho dê cần phải đảm bảo sạch sẽ, thông thoáng, tránh nắng nóng và ẩm ướt. Khi làm chuồng, tùy theo đặc điểm từng vùng, từng nhà cụ thể mà xác định vị trí và hướng chuồng thích hợp để tận dụng yếu tố thuận lợi và hạn chế tối đa các yếu tố bất lợi của thời tiết đối với dê.
Cần tránh cho dê giao phối đồng chủng để bảo đảm năng suất, chất lượng con giống. Khi dê đực con nuôi thời gian khoảng 4 tháng tuổi ra nuôi riêng với dê cái. Đối với dê cái phối giống lần đầu ở thời điểm nuôi từ 7 – 8 tháng tuổi. Không dùng dê đực giống là bố, dê cái là con hoặc cháu, đực giống là anh, dê cái là em cho phối giống với nhau để tránh hiện tượng trùng huyết. Trong thời gian dê có chửa tránh dồn đuổi, đánh đập và không nhốt chung với dê đực để tránh bị dê đực nhảy, dễ sảy thai.
Đối với dê chửa lần đầu cần xoa bóp nhẹ đầu vú để kích thích tuyến sữa phát triển, kích thích tuyến sữa phát triển và tập cho dê quen dần với việc vắt sữa sau này. Đối với dê cái đã đẻ nhiều lứa, đang cho con bú hoặc đang vắt sữa cho dê bằng cách giảm dần số lần cho con bú hoặc vắt sữa từ một lần. Để đảm bảo cho đàn dê cho năng suất sữa cao thì chế độ dinh dưỡng phải đảm bảo hơn, khẩu phần giàu chất dinh dưỡng hơn. Chế độ nuôi dưỡng tốt phải đảm bảo cho dê mẹ phát triển bình thường khi có chửa, cho nhiều sữa trong thời kỳ cho sữa. Thừa thức ăn tinh hỗn hợp thì không chỉ chất lượng sữa giảm, chi phí thức ăn tăng. Chế độ nuôi dưỡng dê sữa phải căn cứ vào nhu cầu dinh dưỡng.

## Các bệnh
Do dê ăn khẩu phần thiếu hay mất cân bằng calci và phosphor trong thời gian dài nên bị hội chứng rối loạn thần kinh, gây ra bệnh sốt sữa (Milk fever). Bệnh này thường xảy ra trong giai đoạn dê đang tiết sữa hoặc cạn sữa thời gian mà dê cần rất nhiều calci và phosphor so với bình thường, song không được đáp ứng đủ, do đó dê phải sử dụng nguồn calci từ máu. Khi lượng calci trong máu giảm dưới 6 mg/100ml thì dê bị rối loạn thần kinh. Dê sữa có năng suất cao thường bị bệnh này. Lúc đầu dê giảm ăn, suy nhược cơ thể, đi đứng khó khăn, sau đó dựa vào tường rồi nằm nghiêng một bên, co giật và tê liệt, không đứng dậy được. Thân nhiệt hạ xuống khoảng 38 độ C, mạch đập nhanh hơn bình thường. Không điều trị kịp thời, dê có thể tử vong.
Bệnh ỉa chảy do vi trùng hoặc thức ăn, nước uống bẩn, lạnh, thiu, mốc. Dê bị bệnh phân nát đến lỏng. Khi dê ỉa chảy, nên để nước uống và tảng liếm thường xuyên trong cũi lồng chuồng. Ỉa chảy làm cho cơ thể mất nước, mất dịch thể và khoáng nghiêm trọng. Nếu ỉa chảy nặng và kéo dài (vài ngày) phải cung cấp dung dịch chống mất nước. Nếu không can thiệp, dê sẽ mất nước, mất cân bằng điện giải trong cơ thể, dê trở nên yếu và có thể bị chết. Bệnh chướng bụng đầy hơi do thức ăn thiu, mốc hoặc quá giàu đạm và thay đổi đột ngột. Dê bệnh thành bụng bên trái căng, chướng to, gõ tiếng bùm bụp, con vật khó thở sùi bọt mép.